# Glaucytes albocincta
Glaucytes albocincta là một loài bọ cánh cứng trong họ Cerambycidae.